# Ferrocarril del Oeste de Cornualles
El Ferrocarril del Oeste de Cornualles (nombre original en inglés: West Cornwall Railway) era una compañía ferroviaria que operaba en Cornualles, Gran Bretaña, formada en 1846 para construir un ferrocarril entre Penzance y Truro. Compró el ya existente Ferrocarril de Hayle, mejoró su línea principal y construyó nuevas secciones entre Penzance y Hayle, y entre Redruth y Truro, inaugurándose en 1852.
Cuando el Ferrocarril de Cornualles llegó a Truro en 1859, era posible viajar en tren desde Penzance hasta Londres, cambiando de tren en Truro debido al distinto ancho de vía de las dos líneas que componían el trayecto.
Sin embargo, más adelante se pidió a la empresa del Oeste de Cornualles que llevara a cabo ciertas mejoras obligatorias, pero carecía de los fondos necesarios para realizar el trabajo y se vio obligado a vender su línea a las "Compañías asociadas", integradas en el Great Western Railway desde el 1 de enero de 1866.
La línea principal del Ferrocarril del Oeste de Cornualles todavía está en funcionamiento en la actualidad, formando el extremo occidental del ferrocarril de la Línea Principal de Cornualles.

## Ferrocarril Hayle

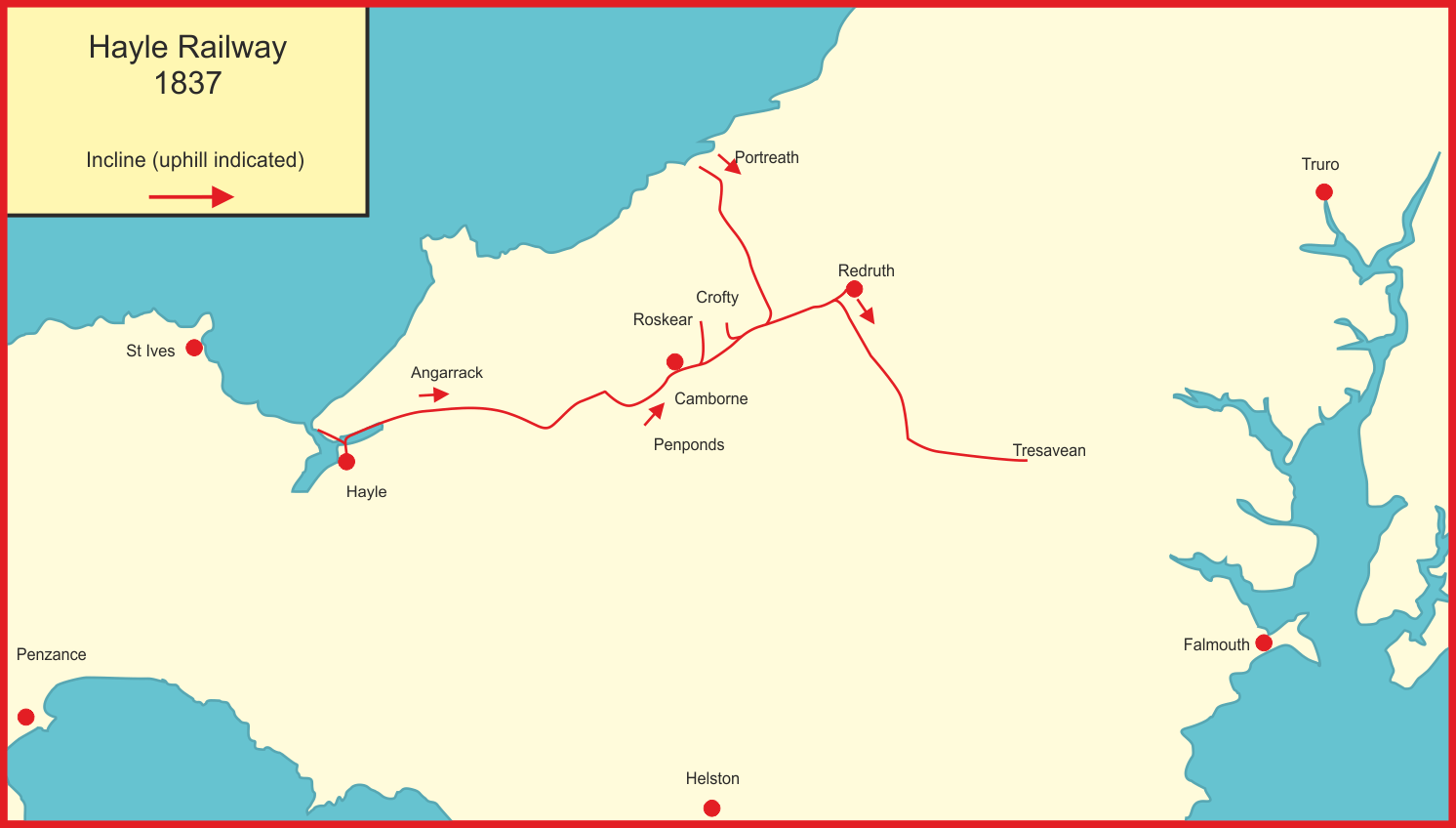
El Ferrocarril de Hayle en 1837

El Ferrocarril de Hayle había sido inaugurado como un ferrocarril minero en 1837, enlazando las minas de cobre y de estaño situadas cerca de Redruth con los puertos marítimos de Hayle y Portreath. La línea tenía una ingeniería muy primitiva, con rieles ligeros de sección en T sobre bloques de piedra.
El trayecto, de ancho estándar, incluía cuatro planos inclinados que debían remontarse con cabestrantes. Con el paso del tiempo, la línea principal entre Redruth y Hayle comenzó a transportar pasajeros, pero las limitaciones físicas del sistema eran significativas.

## Proyecto para conectar Penzance y Truro
Los intereses locales promovieron un plan para extender el Ferrocarril de Hayle en cada extremo de su línea principal, con el fin de conectar Penzance y Truro. Para ello, se fundó la compañía del Ferrocarril del Oeste de Cornualles, cuyo propósito era arrendar las extensiones del Ferrocarril de Hayle y llegar a acuerdos para que esta compañía trabajara en toda la línea. Se propuso adoptar el sistema atmosférico en el tramo de Truro a Redruth (en este sistema, los motores estacionarios crean un vacío parcial en una tubería colocada entre los rieles, y el vehículo al frente del tren lleva un pistón dentro de la tubería que proporciona la tracción). El coste de la iniciativa se estimó en 160.000 libras.
Sin embargo, un proyecto de ley parlamentario presentado en 1845 fue rechazado, principalmente debido a la preocupación por los retrasos y las molestias debido a las dos rampas que debían ser remontadas con sogas en la línea principal, situadas en Angarrack y Penponds.
Se promovió un segundo proyecto de ley, que recibió la aprobación real el 3 de agosto de 1846, otorgando los poderes necesarios para comprar el Ferrocarril de Hayle y construir desvíos para eliminar los planos inclinados y completar la ruta entre Penzance y Truro. El capital de la empresa sería de 500.000 libras esterlinas con poderes de préstamo de 165.000 libras y una oficina central en Londres.
La línea sería de gran ancho, "sujeta a la obligación de colocar rieles adicionales del ancho de vía de cualquier vía férrea que pudiera construirse a partir de entonces a través de Cornualles hasta Truro". La línea principal iba a ser desde Carvedras en Truro (cerca de la estación actual), con ramales al río Truro y Falmouth, y a Penryn y St Ives. Finalmente, no se construyó ninguno de los ramales, excepto el de Newham en el río Truro, y la línea nunca llegó a Carvedras.
Se tomó posesión del Ferrocarril de Hayle el 3 de noviembre de 1846. El precio de compra se pagó mediante 4000 acciones del Ferrocarril del Oeste de Cornualles, que se hizo cargo de las deudas de la empresa adquirida, que ascendían a 47.960 libras esterlinas. El dinero era extremadamente escaso en este momento debido al colapso de la confianza de los inversores después de la fiebre ferroviaria y, durante algún tiempo, la nueva empresa no pudo emprender la nueva construcción y solo siguió operando la red original del Ferrocarril de Hayle.
Cuando se dispuso de financiación, se decidió construir las nuevas secciones de la ruta en ancho estándar, para evitar el gasto de modificar el tendido existente del Ferrocarril de Hayle, que ya tenían ese ancho. Los poderes parlamentarios para hacerlo se obtuvieron en 1850. Sin embargo, los poderes otorgados estaban condicionados a que el Ferrocarril del Oeste de Cornualles añadiera rieles para la vía ancha con seis meses de anticipación desde cualquier conexión con una línea de vía ancha.
Isambard Kingdom Brunel era el ingeniero de la empresa, y propuso el uso del carril Barlow, un tipo de raíl con una base de apoyo muy ancha, que se colocaba directamente en el balasto sin traviesas ni otros apoyos, con un ahorro de coste inicial muy considerable. Se dice que este es el primer experimento de Brunel con esta sección ferroviaria. Como se indicó, el propio riel de sección en T y la vía sobre bloques de piedra del Ferrocarril de Hayle se mantuvieron donde correspondía, pero "gran parte de la antigua línea entre Hayle y Redruth [había] sido reparada". Se requirieron varios viaductos nuevos, incluidos los de Angarrack y Penponds, en cada caso debido a las modificaciones de trazado necesarias para evitar los planos inclinados.
En febrero de 1852, la ruta estaba prácticamente lista entre Redruth y Penzance, y el 16 de febrero de 1852 se cerró el antiguo tramo ferroviario de Hayle para permitir que se realizaran las conexiones finales. El 25 de febrero se vio una locomotora en Penzance por primera vez, y el 27 de febrero el presidente y los directores realizaron una inspección de prueba desde Redruth (estación de tren de Hayle) hasta Penzance. Se completaron los trámites y la línea quedó lista para su apertura.

## Apertura de la nueva línea

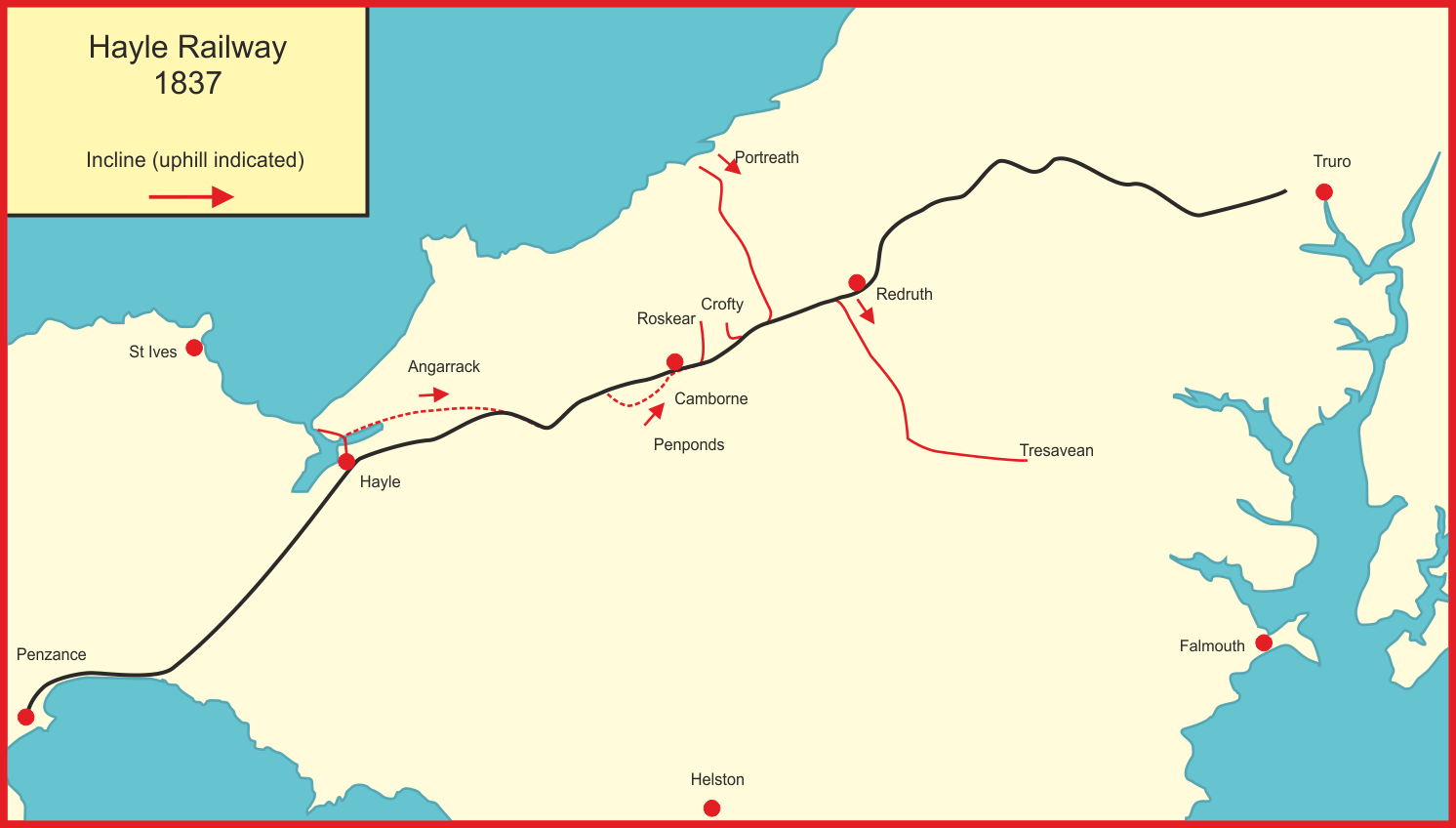
Ferrocarril del Oeste de Cornualles en 1852

El 11 de marzo de 1852 se inauguró la línea principal del Ferrocarril del Oeste de Cornualles entre Penzance y la nueva estación de Redruth, aunque no se organizó ceremonia alguna. El periódico "West Briton and Cornwall Advertiser", que había informado detalladamente de la inspección de los directores, no registró la apertura, aunque se informó de un accidente en Hayle el 17 de marzo. La inauguración fue anunciada en la Royal Cornwall Gazette del 12 de marzo de 1852 pero solo mediante la publicación del calendario, sin mencionar una ceremonia inaugural. Corrían tres trenes de pasajeros al día, con dos los domingos; la tarifa sencilla de tercera clase de Redruth a Penzance era de 1 chelín y 4 peniques (equivalente a 7,74 £ en 2021). El retorno en primera clase de Redruth a Penzance fue de 4 chelines y 6 peniques (equivalente a 26,01 £ en 2021).
También se estaba haciendo un buen progreso con la construcción del extremo este de la ruta, y el 25 de agosto de 1852 si se organizó una gran ceremonia de inauguración de esa parte de la línea hasta Higher Town, en el margen occidental de Truro.

## Infraestructura
La nueva construcción de la línea principal abarcaba desde Penzance hasta un punto cercano a Trenowin Farm, al este de Angarrack. A continuación, se usaba la ruta del ferrocarril Hayle hasta cerca de la Estación de Redruth, pero con una nueva modificación local del trazado para evitar el plano inclinado de Penponds. Desde Redruth se continuaba con un tramo de nueva construcción (con una estación más céntrica en esa ciudad) hasta una estación terminal aproximadamente a una milla al oeste de Truro, en Higher Town, aunque su nombre oficial era Truro Road, aunque MacDermot usa el nombre de Higher Town.
Se conservaron los ramales del Ferrocarril de Hayle, aunque la línea cruzaba el centro de Hayle mediante un viaducto y se abandonó la terminal de Ferrocarril de Hayle en Foundry Square. Estaba prevista una nueva conexión que descendía con una pendiente de 1 en 30 para mantener el acceso desde la nueva línea a los muelles de Hayle, y también se mantuvo un tramo corto de la línea principal original desde Hayle hasta cerca de Phillack al norte de Copperhouse Pool para dar servicio a los talleres allí existentes.
Las pendientes en la nueva ruta eran considerables, con largas rampas de 1 en 60 en dirección ascendente y de 1 en 80 en dirección descendente. Se requerían varios viaductos nuevos, que en su mayoría eran puentes de caballetes de madera según el diseño de Brunel, aunque en su mayoría de construcción más ligera que sus otros diseños.
Se conservaron los antiguos ramales mineros del Ferrocarril de Hayle, que continuaron con rieles de sección en T sobre bloques de piedra.

## Mejora del acceso a Truro
El terreno elevado en el que se encuentra Truro había impedido que la nueva línea se acercara directamente a la localidad, pero la ubicación de la estación terminal de Higher Town no era la más adecuada. En consecuencia, se obtuvieron poderes para extender la línea hasta Newham, dentro de la ciudad de Truro y en la orilla occidental del río Truro, un afluente del río Fal. La nueva línea describió un amplio arco hacia el sur, dirección desde la que se acercó al casco urbano. Su extensión era de aproximadamente 2+1/2 de milla (4 km) y se inauguró el 16 de abril de 1855. El nuevo trazado se desvió de la línea hacia Truro Road un poco al sur de esa estación, por lo que la estación de Truro Road quedó en desuso desde esa fecha.

## Llegada del Ferrocarril de Cornualles
El Ferrocarril de Cornualles se construyó para conectar Plymouth y Falmouth a través de Truro, como una línea de vía ancha. En mayo de 1859 se abrió desde Plymouth hasta una estación nueva y más convenientemente ubicada en Truro, en el lado norte de la localidad.
Persiguiendo el objetivo de llegar a Falmouth, se construyó una línea hacia el oeste, que requería un túnel corto, hasta la estación inactiva del Ferrocarril del Oeste de Cornualles en Truro Road. Se instaló una sola vía estrecha (de ancho estándar) desde la estación con el fin de establecer una conexión con su propia línea, lo que permitió que los trenes del Ferrocarril del Oeste de Cornualles llegaran a la estación del Ferrocarril de Cornualles. El trayecto se inauguró en agosto de 1860, lo que permitió por primera vez viajar en tren desde Penzance a Londres, aunque con gran ancho de vía a partir de Truro, por lo que los pasajeros debían cambiar de tren, y las mercancías tenían que ser transbordadas entre vagones de diferentes trenes.
|  |  |  |

Desde ese momento, la mayoría de los trenes de pasajeros del Ferrocarril del Oeste de Cornualles utilizaron la estación del Ferrocarril de Cornualles, pero el primer tren en dirección oeste y el último en dirección este del día continuaron usando la Estación de Newham hasta noviembre de 1863. Desde ese momento, todos los trenes de pasajeros usaron la estación del Cornualles, y Newham se convirtió en una estación de mercancías.
El Ferrocarril de Cornualles continuó su construcción hacia Falmouth y abrió su línea el 24 de agosto de 1863. Esto incluía una vía independiente desde su estación de Truro paralela a su plataforma de vía estrecha hacia el Ferrocarril del Oeste de Cornualles y divergiendo en Higher Town. Su línea de vía ancha cruzaba la rama de Newham de vía estrecha del Oeste de Cornualles a nivel, y se conocía con el nombre de Penwithers Junction.
El informe de un ingeniero contemporáneo indicó que "se ha instalado un extenso sistema de señales mecánicas" en el cruce, lo que indica que allí se instaló un enclavamiento, el primero al oeste de Exeter, si no de Bristol, según MacDermot.
La topografía en Penwithers Junction muestra claramente que se realizaron movimientos de tierra para trazar una curva hacia el este, que habría permitido circular desde Newham hacia la Estación del Cornualles en Truro. MacDermot afirma que este trabajo fue realizado por el Ferrocarril del Oeste de Cornualles, aunque nunca se completó.

## Requerimiento para añadir carriles de vía ancha
El Ferrocarril de Cornualles era una línea de vía ancha, lo que implicaba un discontinuidad de la vía en Truro. En 1864, la compañía del Oeste de Cornualles recibió un requerimiento para que colocara rieles de vía ancha en todos sus trayectos, de acuerdo con el acta que autorizó el ferrocarril en 1850. Sin embargo, la compañía no pudo financiar el trabajo requerido y no tuvo más alternativa que buscar un comprador para sus activos. Finalmente, el único comprador posible eran las "Compañías asociadas", un grupo compuesto por el Great Western Railway, el Ferrocarril de Brístol y Exeter y el Ferrocarril del Sur de Devon. La venta se llevó a cabo y las Empresas Asociadas se hicieron cargo del funcionamiento de la línea a partir del 1 de julio de 1865 y completaron la compra el 1 de enero de 1866.

## Bajo el control del Great Western Railway

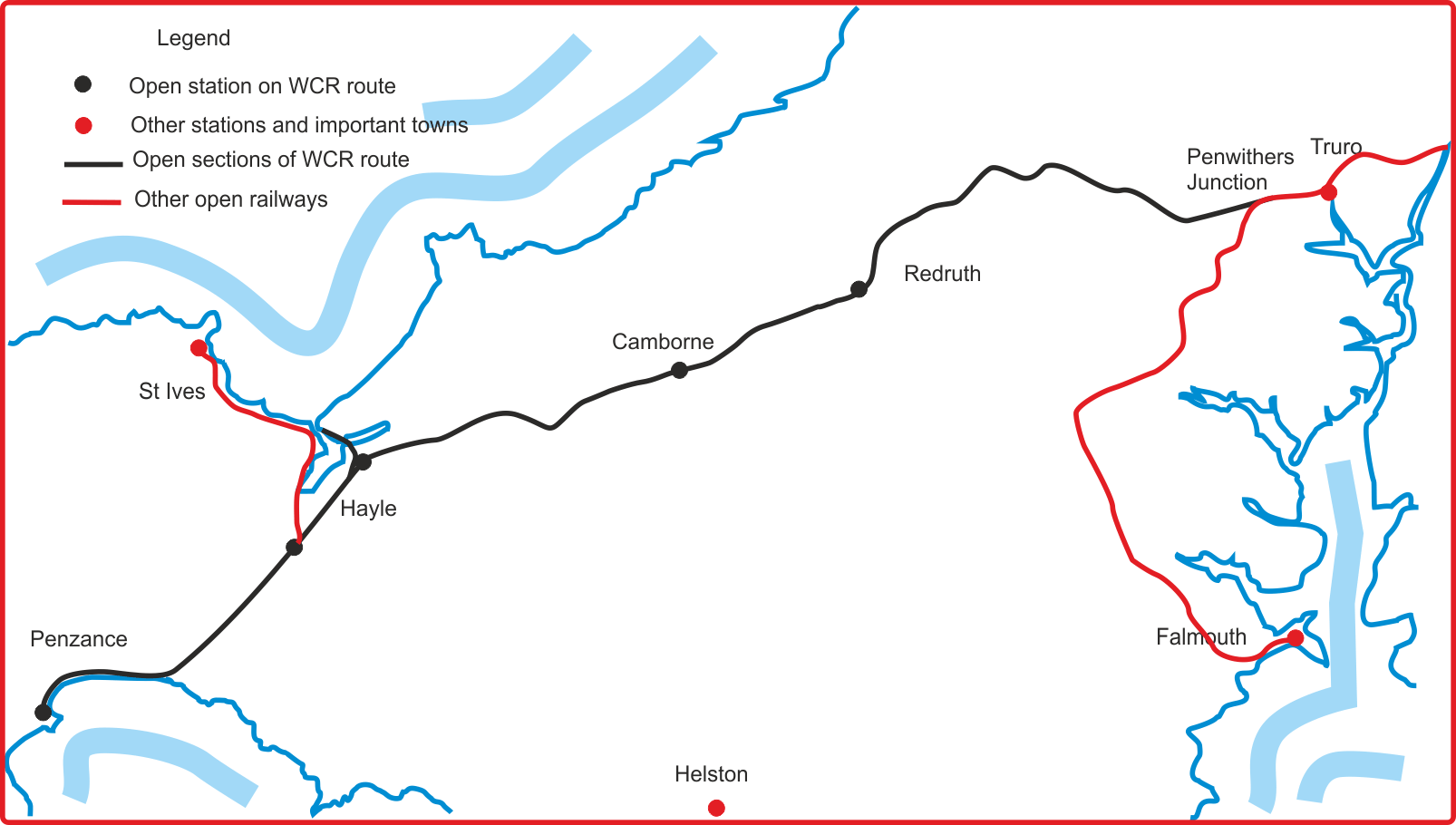
Secciones activas del Ferrocarril del Oeste de Cornualles (2012)

Las Compañías Asociadas estaban en la práctica bajo el control del Great Western Railway. Se formó un Comité del Ferrocarril del Oeste de Cornualles, compuesto por dos ex directores de la compañía y por dos directores del Great Western para administrar la línea propiedad de las Compañías Asociadas.
A continuación se procedió con el trabajo de colocar rieles de vía ancha (es decir, convertir la línea principal en vía mixta) y mejorar la infraestructura de muy mala calidad en las líneas principales del Ferrocarril del Oeste de Cornualles. Los trenes de mercancías de vía ancha comenzaron a funcionar el 6 de noviembre de 1866 y los trenes de pasajeros a partir del 1 de marzo de 1867, con dos servicios diarios con Londres en cada sentido.
Algunos trenes de vía estándar continuaron funcionando y, desde noviembre de 1871 hasta la abolición de la vía ancha, algunos trenes de mercancías funcionaron como trenes mixtos, transportando vagones de ambos anchos en el mismo tren.
Las Compañías Asociadas se fusionaron en el seno del Great Western Railway en 1876, y las vías del Ferrocarril del Oeste de Cornualles pasaron a ser formalmente parte de esa empresa.
La línea del Ferrocarril del Oeste de Cornualles todavía estaba en condiciones precarias, con viaductos de caballetes de madera y vías de mala calidad. El carril Barlow y el carril de sección en T sobre bloques de piedra originales persistieron en los ramales, y la línea era de vía única en todo momento. Todos los ramales permanecieron solo de vía estrecha (a excepción de una desviación de vía mixta en Hayle Wharves, inaugurada el 3 de octubre de 1877).

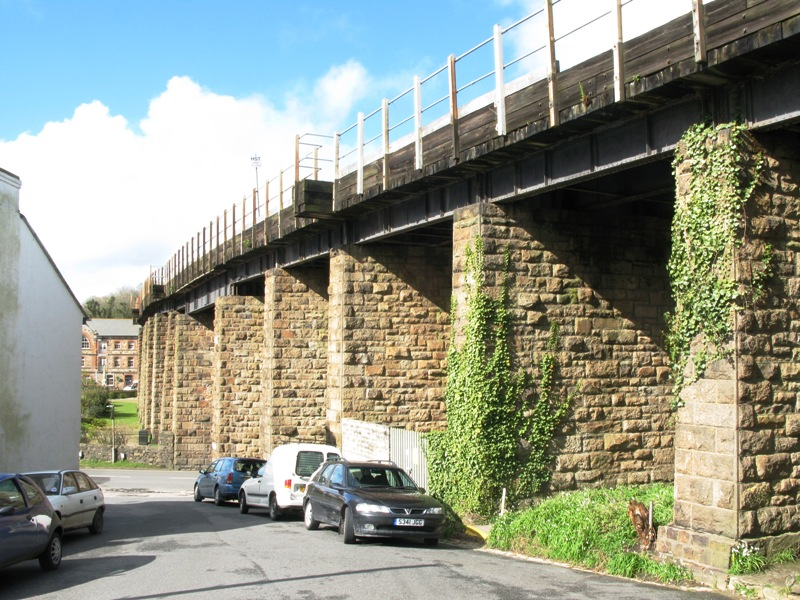
Viaducto de Hayle

Los viaductos de caballetes de madera fueron reemplazados por estructuras de mampostería o de mampostería y hierro en el período 1885-1888, con la excepción del viaducto de Penzance, que resultó arrasado en gran parte por una crecida el 31 de diciembre de 1868, y el ferrocarril se desvió tierra adentro hasta que se completó un nuevo viaducto que se inauguró el 28 de octubre de 1871.
En mayo de 1892, el Great Western Railway emprendió la transformación de la conversión de ancho, en la que todas las líneas de gran ancho se convirtieron al ancho estándar. El sistema del Ferrocarril del Oeste de Cornualles ya era de vía mixta, por lo que esto solo implicaba la eliminación de los rieles de vía ancha innecesarios. Se aprovechó la oportunidad para reconfigurar la vía en Penwithers Junction, donde la línea de Falmouth cruzaba la línea de Newham a nivel. Había dos vías independientes desde Truro, una estrecha de la línea del Ferrocarril del Oeste de Cornualles y otra ancha que conducía a Falmouth. A partir de 1893, las dos vías individuales se convirtieron para formar una línea de vía doble, con un cruce completo en Penwithers para la divergencia de las líneas de Penzance y de Falmouth. Al mismo tiempo, solo se podía acceder directamente al ramal de Newham, que ahora solo transportaba productos locales para Truro desde la línea de Falmouth.
Se inició la duplicación de las secciones de vía única y, en 1904, casi 11 millas (17,7 km) de la línea principal de 25 millas (40,2 km) del Ferrocarril del Oeste de Cornualles se habían duplicado: Chacewater a Scorrier, Redruth a Gwinear Road, Hayle a St Erth y Marazion a Ponsandane (cerca de Penzance). En 1921, solo el tramo entre Scorrier y Redruth y el tramo entre St Erth y Marazion permanecían con vía única.
El viaducto de Penzance, reconstruido en 1871, tenía 51 tramos, originalmente construidos con madera pero con algunos refuerzos posteriores de acero. En 1920, el viaducto fue reemplazado por un pedraplén con doble vía. La Estación de Penzance permaneció siendo muy estrecha, con solo dos andenes de pasajeros cortos, y en 1937 se abrió una nueva estación de mercancías en Ponsandane, en las afueras de Penzance, para atender a toda el área de captación de Penzance, alrededor de 100 millas cuadradas (259 km²), habiéndose introducido el acarreo motorizado. Esto liberó espacio en Penzance para la ampliación de sus instalaciones de pasajeros, y se recuperó un área considerable de la playa de vías en el extremo este de la estación. Se construyó un nuevo malecón ampliado y, en colaboración con la Corporación Municipal, se dispuso sobre él un paseo público.
Esto permitió ampliar la estación de pasajeros para tener cuatro andenes largos y se construyeron nuevos andenes de carga para el tráfico de pescado y flores, con el fin de eliminar estas actividades de la estación de pasajeros. La obra se completó en 1938.
Los ramales originales del Ferrocarril del Oeste de Cornualles continuaron en funcionamiento, pero cerraron durante el siglo XX. Las vías hacia Portreath y Tresavean se cerraron en 1936; North Crofty cerró en 1948; Roskear en 1963; Newham en 1972 y Hayle Wharves y el tramo de Phillack en 1982.
La línea principal de Penzance a Truro continúa como parte de la Línea Principal de Cornualles hasta el día de hoy.

## Estaciones
El Ferrocarril de Hayle había operado pasajeros con paradas a demanda en Redruth, Pool, Camborne, Penponds, Gwinear, Angarrack, Copperhouse y Hayle. Cuando el Ferrocarril del Oeste de Cornualles abrió su nueva línea y luego se extendió a Newham, tenía estaciones en:
- Newham (Truro); abierta en 1855, reducida a estación solo de mercancías en 1863, cerrada en 1971
- Truro Road; a veces conocida como Higher Town; abierta en 1852; cerrada en 1855
- Chacewater; abierta en 1852; cerrada en 1964
- Scorrier Gate; abierta en 1896, cerrada en 1964
- Redruth; abierta en 1852
- Pool; rebautizada como Carn Brea en 1875; cerrada a los pasajeros en 1961; también fue la ubicación de los talleres del ferrocarril
- Camborne
- Gwinear Road; esta fue la antigua estación de Gwinear del Ferrocarril Hayle; se convirtió en el entronque del  ramal del Ferrocarril de Helston a partir de 1887 y cerró en 1964
- Angarraca; una nueva estación correspondiente a la estación de tren de Hayle; cerró en 1853
- Hayle
- St Ives Road; rebautizada como St Erth en 1877, cuando se convirtió en el cruce del recién inaugurado ramal a St Ives
- Marazion Road; rebautizada como Marazion a partir de 1896 y cerrada en 1964
- Penzance[3][10]

Nota:
- Cuando el Ferrocarril de Cornualles conectó su estación de Truro con la línea del Oeste de Cornualles en 1870, la mayoría de los trenes de pasajeros del Ferrocarril del Oeste de Cornualles se desviaron hacia ella; sin embargo, era propiedad y estaba operada en su totalidad por la compañía del Ferrocarril de Cornualles.
- La terminal del Ferrocarril de Hayle en Redruth fue evitada por la línea principal del Oeste de Cornualles y se redujo al estado de una estación de mercancías; finalmente cerró en 1967.
- La parada de Copperhouse Halt fue inaugurada por el Great Western Railway en 1905; estaba ubicada entre Angarrack y Hayle, y se cerró en 1908.
- La parada de Dulcoath Halt fue inaugurada por el Great Western Railway en 1905; estaba ubicada entre Carn Brea y Camborne, y se cerró en 1908.

## Estructuras principales
El Ferrocarril de Hayle no había tenido grandes estructuras, y todos los viaductos de la nueva línea del Ferrocarril del Oeste de Cornualles fueron construidos por la propia compañía en el período comprendido entre 1850 y 1852 empleando los diseños de caballetes de madera de Brunel. Cuando las Empresas Asociadas tomaron el control de la línea e instalaron la vía de gran ancho, fueron reconstruidos y finalmente reemplazados por puentes de arcos de ladrillo o de pilas de ladrillo y vigas de hierro forjado:
- Viaducto de Penwithers, de 124 yardas (113,4 m) de largo, reemplazado en 1887
- Viaducto de Chacewater, de 99 yardas (90,5 m) de largo, reemplazado en 1888
- Viaducto de Blackwater (al este de Chacewater), de 132 yardas (120,7 m) de largo, reemplazado en 1888
- Viaducto de Redruth, de 163 yardas (149 m) de largo, reemplazado en 1888
- Viaducto de Penponds, de 291 yardas (266,1 m) de largo, reemplazado en 1888
- Viaducto de Angarrack, de 266 yardas (243,2 m) de largo, reemplazado en 1885
- Viaducto de Guildford (al este de la estación Hayle), de 128 yardas (117 m) de largo, reemplazado en 1886
- Viaducto de Hayle, de 277 yardas (253,3 m) de largo, reemplazado en 1886
- Viaducto de Penzance, de 347 yardas (317,3 m) de largo, reconstruido en 1871 y reemplazado por un terraplén de doble vía en 1921.[3][14]

Nota: algunas de las longitudes de los viaductos son estimaciones

## Locomotoras

### Ancho estándar
El Ferrocarril de Hayle contrató a J. Chanter para que le suministrara sus locomotoras. Cuando fue adquirido por el Ferrocarril del Oeste de Cornualles, este asumió el pedido, formado por las locomotoras Carn Brea, Chanter, Cornubria, Coryndon y Pendarves.
Estas locomotoras fueron reemplazadas a partir de 1851 por una flota ampliada que comprendía:
- Apolo (1866–1881), una ex-Ferrocarril de Londres y del Noroeste 0-6-0 (Great Western Railway (GWR) no. 1388)
- Camborne (1852–1865), una Stothert and Slaughter 0-4-2T
- Carn Brea (1853–1866), Stothert y Slaughter 0-4-2
- Ceres (1875–1881), una ex-Ferrocarril de Londres y del Noroeste 0-6-0 (GWR no. 1390)
- Cyclops (1874–1881), una ex-Ferrocarril de Londres y del Noroeste 0-6-0 (GWR no. 1389)
- Falmouth (1855–1881) una Robert Stephenson y Company 2-4-0 (GWR no. 1384)
- Fox (1872–1912), una Avonside Engine Company 0-4-0T (GWR n.º 1391)
- Hayle (1853–1866), una Stothert y Slaughter 0-4-2T
- Helston (1860–1868), una Robert Stephenson 2-4-0 (GWR no. 917)
- Ironsides (1852–?)
- Mars (1866–1881), una Vulcan Foundry 0-6-0T (GWR n.º 1386)
- Mounts Bay (1853–1868), una Robert Stephenson and Company 2-4-0 (GWR no. 915)
- Nestor (1865–1881), una ex-Ferrocarril de Londres y del Noroeste 0-6-0 (GWR no. 1387)
- Penwith (1853–1872), una Sothert y Slaughter 2-4-0
- Penzance (1851–?), una Stothert y Slaughter 0-4-2T
- Penzance (1860–1868), una Robert Stephenson 2-4-0 (GWR no. 916)
- Redruth (1852–?), una Robert Stephenson 2-4-0
- Redruth (1865–1871), una Slaughter and Grunning 0-6-0
- St Just (1865–1881), una Robert Stephenson and Company 0-6-0 (GWR no. 1385)
- St Ives (1855–1868), una Robert Stephenson and Company 2-4-0 (GWR no 918)
- Truro (1852–1873), una Robert Stephenson and Company 2-4-0

### De vía ancha
Las locomotoras de vía ancha se agruparon con el Ferrocarril de Cornualles y con las del Devon Sur, siendo las compradas en nombre del Ferrocarril del Oeste de Cornualles las siguientes:
- Clase Gorgon 4-4-0STs
  - Pluto (1866-1892) GWR no. 2123
  - Titan (1866-1886) GWR no. 2126
  - Zebra (1866-1892) GWR no. 2127
- Clase Remus 0-6-0STs
  - Remus (1866-1886) GWR núm. 2154
  - Romulus (1866-1892) GWR no. 2155
- Ex-Ferrocarril de Llynvi Valley 0-6-0ST
- Ada (1868-1884) GWR no. 2146
- Rosa (1868-1885) GWR no. 2145 (funcionó como 4-4-0ST hasta 1874)
- Una (1868-1886) GWR no. 2147

Además, se reconstruyeron dos locomotoras del Ferrocarril del Oeste de Cornualles para funcionar en vía ancha.
- Penwith (1872-1888) 2-4-0T GWR núm. 2136
- Redruth (1871-1887) 0-6-0ST GWR no. 2156